# Mystic Messenger
Mystic Messenger (tiếng Hàn: 수상한메신저; Romaja: Susanghan Mesinjeo, lit. "Mysterious Messenger") là trò chơi của Hàn Quốc do Cheritz phát hành. Trò chơi phát hành trên hệ điều hành Android vào ngày 8 tháng 7 năm 2016 và hệ điều hành IOS vào ngày 18 tháng 8 năm 2016, với những ngôn ngữ như tiếng Hàn, tiếng Anh, tiếng Tây Ban Nha và tiếng Quan Thoại.
Năm 2017, Mystic Messenger đạt giải Trò chơi độc lập hay nhất tại Lễ trao giải Korea Game Awards.